# Wahaha
Hangzhou Wahaha Foods Co est une entreprise chinoise. Son activité principale est la production de boisson. Son siège se trouve à Hangzhou, dans la province du Zhejiang. Le Wahaha (娃哈哈) signifie « enfant riant ». 
La société était à l'origine une entreprise commerciale du gouvernement local fondée en 1987-1988. La plupart du temps depuis sa création, elle a été dirigée par Zong Qinghou.

## Produits et distribution
Les produits vendus sous la marque « Wahaha » comprennent les boissons lactées (19 % du CA), les sodas, l'eau (43 %), le thé (19 %), jus de fruit (13 %), et autres boissons embouteillées. Wahaha est connue également pour ses congees et les yaourts (7 %). 
Son usine principale est responsable d'un tiers de sa production. Elle est située au sein de la zone de Développement Économique et Technologique de Xiasha à Hangzhou. 
Wahaha est une des trois marques avec une distribution sans trous de couverture géographique. La société appuie sur trente-cinq bureaux de vente et une équipe commerciale de 2 500 personnes qui anime son réseau extensif dans toute la Chine. À travers les 1 500 distributeurs indépendants du « premier niveau » et 12 000 du « deuxième niveau », différenciés par leur taille et leur couverture, les produits sont diffusés dans plus de deux millions de points de vente dans le pays. La gamme de produits de la marque a une forte notoriété grâce à sa disponibilité nationale, ainsi qu'aux campagnes de publicité passées sur les chaînes de télévision nationales. 
La réussite de "Future Cola" dans le marché chinois est due à la stratégie de pénétration des villes secondaires, largement abandonnées par ses concurrents étrangers.  Selon les statistiques du gouvernement chinois, Future cola détient une part de marché de 7 %, contre 24 % pour Coca-Cola. Les volumes vendus étaient 35 % et 70 % de ceux de Coca Cola et Pepsi respectivement en 2003.
Entre 1992 et 1994, la gamme de produit est étendue pour comprendre d'autres boissons sans beaucoup de succès. La société se recentre sur la gamme « santé »
En 1994, la société fusionne avec 3 autres sociétés en faillite à Sichuan, et établi sa première usine dans l'ouest de la Chine, à Chongqing. Elle réduit ainsi ses coûts de distribution. En négociation avec Groupe Danone, les fonds pour expansion devinrent disponibles. Le lancement de « Wahaha Pure Water » fut un succès énorme. 
Dans les trois années qui suivent, le groupe grandit en rachetant plus de 40 sociétés dans 22 villes différentes, et devient l'une des plus grosses sociétés de boissons sur le marché chinois.

## Histoire
À l'origine, Wahaha fut le département de vente de l'école de Shangcheng District à Hangzhou, créée in 1987. 
En 1989, l'usine "Hangzhou Wahaha Nutritional Foods Factory" (杭州娃哈哈營養食品廠), fut bâtie pour la production d'une boisson de nutriments ciblée aux enfants (兒童營養口服液). Il y en avait 38 déjà sur le marché, mais aucune ne ciblait les enfants : les parents de la génération de la politique de l'enfant unique s'identifient fortement avec la campagne de publicité montée par la société, et le produit cartonne. En 1991, le gouvernement local fusionne cette usine avec la vieille "Hangzhou Canned Food Factory" (杭州罐头食品厂) qui était déficitaire, augmentant les frais de structure.

### Coentreprises
En 1995, Peregrine Investments Holdings fait l'introduction de Zong à Danone. Les discussions suivent, et un contrat de coentreprise fut signé le 28 mars 1996. La marque Wahaha avait été préalablement transférée à la société mère de la coentreprise le 29 février 1996.
Dans la répartition du capital, le partenaire chinois prendrait 49 %, et le partenaire étranger prendrait 51 %. À travers une société singapourienne Jinjia Investments, Groupe Danone et Peregrine investit 70 millions US$ pour la participation majoritaire dans les cinq coentreprises. Le groupe Danone récupère la participation de Peregrine lors de sa faillite en 1998.
À la fin de 2006, le périmètre de coopération fut de 39 entités juridiques, et le capital introduit s'élève à 131 millions USD.
Depuis avril 2007, Wahaha et son partenaire Danone sont en litige : Zong est réputé avoir établi un réseau de vente parallèle à la coentreprise pour vendre des produits fabriqués par des entités en dehors de la coentreprise. Danone réclame 51 % dans ces entités. L'affaire a été réglée le 30 septembre 2009.

## Organigramme de contrôle

### Le holding
Le capital du « Hangzhou Wahaha Group Co. Ltd. » est partagé de manière suivant: 
- Zong Qinghou : 29,4 % ,
- Zhejiang Wahaha Industries Joint-stock Co. ("ZHI") (浙江娃哈哈实业股份有限公司) : 26,4 % (représentant les salariés et le management de l'entreprise)
- Gouvernement du district de Shangcheng : 46 %.

La participation de Zong est détenue par Ever Maple Trading Ltd. (恒枫) à travers Hangzhou Hongsheng Beverage Co Ltd (杭州娃哈哈广盛投资公司). Ever Maple, dont l'administrateur est Zong Fuli (fille unique de Zong), est une société domiciliée dans le paradis fiscal des îles Vierges britanniques.

### La coentreprise
Danone détient 51 % dans les 39 entités de la coentreprise. Hangzhou Wahaha Group Co. Ltd. détient une participation de 39 % et ZHI détient 10 %

## Autres sociétés
Certaines sociétés Wahaha, contrôlées par le groupe ou par Zong lui-même ont été identifiées par Danone comme des entités exploitées en infraction du protocole de coentreprise. L'actif net total ces entités s'élève à ¥5.6 milliards à la fin de 2006. Le résultat d'exploitation s'élève à ¥1.04 milliard pour l'année.
La Hangzhou Wahaha Food and Beverage Sales Co. (杭州娃哈哈食品饮料营销有限公司) "WHHFBSC", créée le 19 décembre 2006 est au centre de ce réseau parallèle. La femme de Zong, Shi Youzhen, détient 10 % du capital, alors qu'Ever Maple Trading Ltd. détient le reste. Des usines ont été montées pour alimenter le réseau de vente clandestin, comme Hangzhou Xiushan Shunfa Packaging Co. (杭州萧山顺发食品包装公司). 
Danone a remarqué que WHH avait demandé aux distributeurs existants de signer des nouveaux contrats avec WHHFBSC et de mettre leur caution en faveur de la nouvelle entité.
Fin décembre 2006, Zong signe un compromis pour céder une participation de 51 % dans ces sociétés « externes » à Danone pour un montant de 4 milliards ¥, mais il renonce dans les 15 jours qui suivent.
Le 4 juin 2007, Danone lance un procès aux États-Unis contre Ever Maple Trading et Hangzhou Hongsheng Beverage Co Ltd, ainsi que la femme et la fille de Zong. Danone demande un dédommagement de 100 millions de dollars US.